# Gert Huffmann
Gert Huffmann (* 10. Januar 1930 in Königsberg i. Pr.; † 22. März 2011 in Marburg) war ein deutscher Neurologe. Er war der erste Direktor der Neurologischen Universitätsklinik und Poliklinik Marburg, an der er von 1980 bis 1996 als C4-Professor für Neurologie gelehrt und geforscht hat.

## Leben
Gert Huffmann wuchs in Königsberg auf und absolvierte das Gymnasium in Kassel, Jüterbog und Minden. An der Rheinischen Friedrich-Wilhelms-Universität Bonn studierte er Evangelische Theologie, Vergleichende Religionswissenschaften und Humanmedizin. 1950 wurde er Mitglied des damals in Bonn ansässigen Corps Brunsviga München. Nach dem Staatsexamen wurde er 1955 zum Dr. med. promoviert. Danach arbeitete er zunächst zwei Jahre in Bonn und am Physiologischen Institut der Universität zu Köln. Anschließend begann er seine nervenärztliche Weiterbildung in der dortigen Universitätsnervenklinik. Der Facharztanerkennung als Arzt für Neurologie und Psychiatrie folgten Oberarzttätigkeiten in Köln und Essen. Wieder in Köln, habilitierte er sich 1966 mit einer großen klinischen Studie zum frühkindlichen Hirnschaden für beide Fächer. 1971 wurde er zum außerplanmäßigen Professor ernannt. Ein weiterer Karriereschritt war 1979 die Ernennung zum Ärztlichen Direktor des Niedersächsischen Landeskrankenhauses Lüneburg. 
Anfang 1980 folgte er dem Ruf der Philipps-Universität Marburg auf den neu geschaffenen Lehrstuhl für Neurologie. Die ersten Jahre in Marburg waren geprägt vom Aufbau einer modernen neurologischen Klinik, die organisch aus der alten Nervenklinik weiterzuentwickeln war. Erstmals musste das Fach Neurologie dort selbstständig vertreten und ein entsprechender akademischer Unterricht etabliert werden. Gleichzeitig verfolgte Professor Huffmann sein wissenschaftliches Schwerpunktgebiet – die klinische Neurophysiologie – weiter, so dass ein großzügig eingerichtetes und ausgestattetes Labor entstand. Hier wurden im Laufe der Jahre zahlreiche Patienten mit peripheren Nervenschäden und neuromuskulären Erkrankungen untersucht und diagnostiziert, woraus sich zahlreiche wissenschaftliche Projekte und Publikationen ergaben. Die in den letzten Jahren bei dieser Patientengruppe zunehmend erforderliche interdisziplinäre Zusammenarbeit mündete schließlich in die Gründung des „Muskelzentrums Marburg/Gießen“ im Jahre 1995.
Bis 2009 hielt Huffmann ein Neuropsychiatrisches Kolloquium ab, das von Studenten der Medizin und Psychologie, aber auch Juristen besucht wurde. Huffmann war auch als Seminarleiter und Referent bei den Internationalen Fortbildungskongressen der Bundesärztekammer und der Österreichischen Ärztekammer in Davos.
Als 1990 der von ihm organisierte erste Marburger Neurologenkongress aus Anlass des 10-jährigen Bestehens der Klinik von über 300 Kollegen aus der ganzen Bundesrepublik besucht wurde, entstand der Entschluss, diese klinisch orientierte dreitägige Veranstaltung jährlich zu wiederholen. Die von ihm wesentlich geprägten „Marburger Neurologen-Tagungen“ entwickelten sich zu einer festen Institution. Huffmann gab die Jahrbücher mit den ausgearbeiteten Vorträgen mit heraus.
Huffmann publizierte rund 260 wissenschaftliche Veröffentlichungen aus dem Gesamtgebiet der Neurologie, Psychiatrie und Klinischen Neurophysiologie, darunter eine große Monographie und 35 mitverfasste oder herausgegebene Bücher und Handbücher. Neben mehreren Fachgesellschaften gehörte er ab 1987 dem Beirat der Bundesärztekammer an und war Gutachter des Instituts für medizinische und pharmazeutische Prüfungsfragen in Mainz. 1996 erfolgte die Eröffnung eines Zentrums und Wohnheims für junge Körperbehinderte in Gladenbach/Hessen, an dessen Verwirklichung er als 1. Vorsitzender des „Freundeskreises“ wesentlich beteiligt war. Am 28. Oktober 1996 wurde ihm das Bundesverdienstkreuz am Bande verliehen.
Huffmann war verheiratet und hinterließ zwei Söhne und eine Tochter.

## Werke
- Das neurologische und psychische Defektsyndrom bei frühkindlichem Hirnschaden. Stuttgart 1968.